# Gà so tuyết
Gà so tuyết (danh pháp hai phần: Lerwa lerwa) là một loài chim trong họ Trĩ (Phasianidae) của bộ Gà (Galliformes). Loài này cũng là loài độc nhất của chi Lerwa. Nó là loài gà lớn có cựa, sinh sống trong khu vực Himalaya của Ấn Độ, Nepal và Trung Quốc. Chiều dài loài gà này đạt tới 38–40 cm. Gà mái cân nặng 450–580 g còn gà trống nặng khoảng 550–700 g.